# Copa Ciudad de Guayaquil 1988

La Copa Ciudad de Guayaquil 1988 "Copa FIAT" fue un torneo internacional de fútbol de carácter no oficial, disputado como inauguración del estadio Monumental Isidro Romero Carbo propiedad del Barcelona Sporting Club de Guayaquil, Ecuador.

Muchas estrellas del fútbol fueron invitadas, entre ellas el histórico Edson Arantes do Nascimento (Pelé). También fueron invitados famosos, como el grupo Proyecto M, Las gatitas y ratones de Porcel, Marisela, María Conchita Alonso y José Luis Rodríguez "El Puma".

Las semifinales se disputaron el 26 y 27 de mayo, mientras que tanto el partido de tercer lugar como la final se los realizó el 29 de mayo. Se coronó campeón el Club Sport Emelec.

## Equipos participantes
| Equipos         | Motivo de participación / invitación                                                                       |
| Barcelona S. C. | Anfitrión inaugura su nuevo estadio, el Estadio Monumental Isidro Romero Carbo                             |
| C. S. Emelec    | Barcelona y Emelec disputan el derbi de Ecuador, el Clásico del Astillero                                  |
| F. C. Barcelona | Barcelona S. C. lleva su nombre porque algunos de sus fundadores eran españoles aficionados de este equipo |
| C. A. Peñarol   | Era entonces el actual campeón de América al ganar la Copa Libertadores 1987.                              |

## Trofeos disputados
Además de la copa al campeón del cuadrangular, auspiciantes donaron trofeos para los partidos:
Trofeo “Banco La Previsora”. Semifinal: Barcelona SC vs FC Barcelona

Trofeo “Banco del Progreso”. Semifinal: Emelec vs Peñarol

Trofeo “FIAT”. Final: Emelec vs Barcelona SC

## Cuadrangular
|  | Semifinales | Semifinales |   |           | Final     | Final |  |
|  |             |             |   |           |           |       |  |
|  |             |             |   |           |           |       |  |
|  |             |             |   |           |           |       |  |
|  | Barcelona   | 2           |   |           |           |       |  |
|  | Barcelona   | 1           |   |           |           |       |  |
|  |             |             |   |           |           |       |  |
|  |             |             |   |           |           |       |  |
|  |             |             |   |           | Barcelona | 0     |  |
|  |             | Emelec      | 1 |           |           |       |  |
|  |             |             |   |           |           |       |  |
|  |             |             |   |           |           |       |  |
|  |             |             |   |           | 3º puesto |       |  |
|  |             |             |   |           |           |       |  |
|  | Emelec      | 2           |   | Barcelona | 4         |       |  |
|  | Peñarol     | 1           |   |           | Peñarol   | 0     |  |

|                |
| Campeón Emelec |

## Repercusiones
Cinco meses después de la preinauguración y una vez terminado todas las obras de construcción del estadio, se inició la ceremonia de inauguración oficial, el partido final del cuadrangular Ciudad de Guayaquil en honor a la apertura del estadio Monumental en el cual se llevó el trofeo de campeón fue Emelec, y es recordado como el Monumentalazo.